# Ctenopharynx nitidus
Ctenopharynx nitidus es una especie de peces de la familia Cichlidae en el orden Perciformes.

## Morfología
Los machos pueden llegar alcanzar los 13,9 cm de longitud total.

## Alimentación
Come pequeños invertebrados bentónicos. 

## Hábitat
Vive en zonas de clima tropical que vive entre 2-65 m de profundidad.

## Distribución geográfica
Se encuentran en África: lago Malawi.